# 孝烈皇后
孝烈皇后（1510年代？—1547年），方氏，安平侯方泰之長女，明世宗朱厚熜第三任皇后，直隶江宁人。

## 生平
嘉靖九年（1530年），方氏经由选美入宫。当时，明世宗即位十年，仍無子嗣。大学士张孚敬上言：“古者天子立后，并建六宫、三夫人、九嫔、二十七世妇、八十一御妻，所以广嗣也。陛下春秋鼎盛，宜博求淑女，为子嗣计。”世宗从之。
嘉靖十年（1531年）二月二十五日，嘉靖帝諭大學士張璁曰：「朕奉章聖慈仁皇太后慈訓，於選中淑女三十人內慎選九人，以充九嬪」。三月初二日，冊封淑女方氏、鄭氏、王氏、閻氏、韋氏、沈氏、盧氏、沈氏與杜氏為九嬪。《明世宗肅皇帝實錄》並未提及這九位嬪各自的封號，但是綜合《皇明典禮志》、《禮部志稿》等史料的記載，可知淑女方氏冊封為德嬪，鄭氏為賢嬪，王氏為莊嬪，閻氏為麗嬪，韋氏為惠嬪，沈氏為安嬪，盧氏為和嬪，沈氏為僖嬪，杜氏為康嬪。
嘉靖十三年，世宗废张皇后，册立方德嬪为皇后。當時的制度是，皇后須行過廟見之禮，方為獲得祖宗認可的正式皇后，而廟見只須拜謁內廟而已。世宗命礼臣议定庙见礼儀，群臣考據《礼经》庙见之文、《大明集礼》等制定儀典。册后大典中，世宗率方皇后拜謁太庙與世庙。三日過後，將方德嬪封后一事颁诏天下。次日方皇后受命妇朝贺。嘉靖二十一年，世宗封方皇后之父方泰为安平侯。
嘉靖二十一年（1542年），嘉靖帝、方皇后，以及張淑妃、馬貞妃等妃嬪都居住於西苑仁壽宮。二月二十八日，冊封張氏和馬氏為妃時，冊封儀仗隊和執事官從紫禁城奉天殿出發，「由右順門至迎和門」，進至二妃寢宮行冊禮。禮畢，張淑妃與馬貞妃「各具禮服於仁壽宮，候上服皮弁服，升座，皇后亦具服升座」，隨後向嘉靖帝及方皇后行拜禮。同年十月二十一日，西苑仁壽宮發生壬寅宮變，王寧嬪、曹端妃與楊金英等十幾名宮女意圖用繩子及黃綾抹布殺死嘉靖帝。當日，司禮監張佐等人奉方皇后懿旨：『好生打著問』。宮女楊金英述說本月十九日，王寧嬪與曹端妃在東稍間點燈時，商議說：『咱們下了手罷，强如死在手裏！』一旁的宮女楊翠英、蘇川藥、楊玉香、邢翠蓮說：『是！』楊玉香便前往東稍間，解下儀仗用的細料花繩，搓成一條繩子。十月二十一日卯時（上午5點到7點），楊玉香將繩子遞給蘇川藥，蘇川藥將繩子遞給楊金英拴套兒，一齊下手。姚叔皋掐着嘉靖帝的脖子，楊翠英對她喊說：「掐着脖子，不要放鬆！」邢翠蓮將黃綾抹布遞與姚叔皋，讓她把黃綾抹布蒙在嘉靖帝的臉上。隨後，諸宮女分工合作，邢翠蓮負責按着胸前，王槐香按着身上，蘇川藥拿着左手，關梅秀拿着右手，劉妙蓮與陳菊花按着兩腿，姚叔皋與關梅秀扯繩套兒。知情的張金蓮見事情不妙，去請方皇后來。方皇后前來後，姚叔皋打了皇后一拳，王秀蘭負責打聽消息，陳菊花吹滅了燈火。張金蓮叫總牌陳芙蓉點燈，徐秋花、鄧金香、張春景、黃玉蓮卻再次把燈吹滅。陳芙蓉便跑出去，喊來管事牌子，將各犯人抓捕。
萬曆年間出生的沈德符撰有《萬曆野獲編》，此書說「故老相傳，曹妃為上所嬖，孝烈妒而竄入之，實不與逆謀，然而宮禁事祕，莫能明也」，意思為有前朝年老之人說曹端妃深受嘉靖帝寵愛，孝烈皇后因嫉妒端妃而誣衊她參與謀逆，但宮廷之事機密，無人能夠確知真相。而明末清初人毛奇齡所撰筆記《勝朝彤史拾遺記》則稱壬寅宮變後，嘉靖帝受驚不能說話。孝烈皇后命令太監張左、高忠逮捕宮人，審訊查辦，王寧嬪供稱：「曹妃者，雖不與，然亦知之。」皇后於是傳皇帝之命，將曹端妃及楊金英等十餘人處以凌遲。嘉靖帝病癒後，本來很感激皇后的處置，但之後懷疑曹端妃是被冤枉，認為：「端妃，我所愛，宜無此心。」因此對皇后心生怨恨。嘉靖二十六年十一月，宮中失火，眾人請旨拯救方皇后，但嘉靖帝不同意，方皇后便崩逝，嘉靖帝事後哀悼曰：「后救我，而我不能救后」。然而，以上說法未有任何確實史料證明，而且當代研究學者已證實《明史·五行志》所載「二十六年十一月壬午，宮中火」與《明史·世宗本紀》所載「冬十一月，壬午，大內火」的記載均有誤，實為紫禁城外西北側的大高玄殿發生火災，而非紫禁城內發生火災。楊爵《楊忠介集》中收錄的幾篇文章曾提到這次火災，例如吳時來所著的《楊御史傳》稱十一月初五日晚上，大高玄殿發生火災，火向四面擴散而無法靠近，嘉靖帝在火光中恍惚聽到有人呼喚楊爵、劉魁魁、周怡三人的名字，於是便在次日將他們從牢獄中釋放，而由天性所著的《楊御史傳》則詳細記載了火災次日嘉靖帝下詔的內容，詔書提到這場火災發生在戌時（晚上七時至九時），嘉靖帝在大高玄壇完成晚上的禮拜懺文後，稍作休息，當時負責法事之人正在值守，突然四面起火，圍困之處有三十多人無法逃脫。
嘉靖二十六年（1547年）十一月十八日，方皇后去世，嘉靖帝即日發喪，諭禮部曰：「皇后比救朕危，奉天濟難，冀同膺洪眷，相朕始終，不意遽逝，痛切朕情。其以元后禮喪之。」此諭旨的意思是指方皇后曾經救嘉靖帝於危難之中，奉天命幫助嘉靖帝渡過難關，本希望與方皇后共受上天厚恩，相伴終老，不料她突然去世，嘉靖帝心痛不已，想以元后的禮儀為其辦理喪事。其後，方皇后葬於永陵，賜諡號曰孝烈皇后。世宗笃信道教，又在嘉靖三十五年追谥孝烈皇后道号为九天金闕玉堂輔聖天后掌仙妙化元君，以表缅怀尊崇。世宗临终前，遗诏孝烈皇后祔庙合葬。起初，方皇后神主祔於太廟第九室。
嘉靖帝死后，其子隆庆帝可能素与方皇后不睦，不遵其遺命，令改以不得嘉靖帝欢心的第一任皇后孝洁皇后为配饗祔庙。隆庆元年二月，孝烈皇后與孝潔肅皇后同日上尊谥，为孝烈端顺敏惠恭诚祗天卫圣皇后，移神主弘孝殿。
弟弟方承裕在嘉靖中嗣安平伯加太子太保，又加少保。

## 延伸阅读
[在维基数据编辑]
 《明史卷一百一十四》，出自《明史》